# Pachyseris foliosa
Pachyseris foliosa là một loài san hô trong họ Agariciidae. Loài này được Veron mô tả khoa học năm 1990.